# Burg Karlsberg (Kärnten)
Die Burg Karlsberg war eine im 12. Jahrhundert errichtete Zwillingsburg auf einem heute bewaldeten Grat zwischen dem Zollfeld und dem Glantal südwestlich von St. Veit an der Glan in Kärnten, nahe der Ortschaft Karlsberg. Die Ruinen der zumindest bis ins 16. Jahrhundert bewohnten Burg stehen unter Denkmalschutz. Aus dem Meierhof der Burg entstand im 17. Jahrhundert das heute noch bestehende Schloss Karlsberg.

## Geschichte
Die Burg auf dem Charlsperch wurde 1168 erstmals urkundlich erwähnt, errichtet wurde sie wohl um 1160 durch Karl von Projern. 1169 nannte sich ein Wichard von Karlsberg, mutmaßlich Karls Sohn, bereits nach der Feste. Ab 1265 waren die Karlsberger Marschälle des Herzogs von Kärnten, mussten aber 1294 das Land aufgrund der Beteiligung an einer Verschwörung gegen den Herzog verlassen. Das Marschallamt und die Burg Karlsberg gingen nun an den aus Tirol stammenden Konrad von Aufenstein († 1138), der sich bei der Niederschlagung des Adelsaufstandes bewährt hatte. Die Auffensteiner lehnten sich einige Jahrzehnte ebenfalls gegen den Herzog auf, wurden aber 1368 entscheidend geschlagen und anschließend entmachtet. Das teils zerstörte Karlsberg ging nun an die Habsburger und wurde nur noch an Burggrafen und Pfleger vergeben. 1548 verpfändete Ferdinand von Österreich den Besitz an Sigmund Khevenhüller, der Karlsberg 1586 schließlich erwarb. Georg Khevenhüller war 1629 gezwungen, Burg und Herrschaft zu verkaufen, weil er als Lutheraner im Zuge der Gegenreformation das Land verlassen musste. Neuer Eigentümer wurde der Bamberger Vizedom Franz Freiherr von Hatzfeld, der 1642 als Fürstbischof des Hochstifts Bamberg starb. Auf verschiedene weitere Besitzer folgte 1687 mit Johann von Goëss, Bischof von Gurk, ein weiterer hoher katholischer Würdenträger als Besitzer von Karlsberg. Zu dieser Zeit war die Burg bereits im Verfall begriffen und mit dem Schloss Karlsberg ein Nachfolgebau errichtet. Sowohl Burgruine als auch Schloss sind heute Eigentum der Familie Goëss.

## Baubeschreibung

### Obere Burg
Die Hauptburg oder Obere Burg wurde auf einem etwa 45 mal 30 Meter großen Plateau in gut 720 Meter Höhe errichtet. Der fünf- oder sechsgeschoßige Bergfried mit mehr als drei Meter dicken Mauern von Anfang des 14. Jahrhunderts war einer der mächtigsten Bergfriede in Mitteleuropa. Er wurde 1688 gesprengt; eine steil aufragende Ecke steht noch, bildet das Wahrzeichen der Anlage und wird wegen ihrer Form im Volksmund Zahn genannt. Reste der Burgkapelle mit der nach Süden gerichteten runden Apsis sind gut erkennbar; vom Palas hingegen finden sich kaum mehr Spuren. Die Anlage wurde von einer teils doppelten Ringmauer umgeben. Gräben, die die Anlage ebenfalls schützten, sind noch deutlich erkennbar.

### Untere Burg
Etwa 200 Meter nordöstlich der Oberen Burg und etwa 30 Höhenmeter tiefer wurde auf einem Grat die Untere Berg (auch als Vorwerk bezeichnet) angelegt. Von ihr sind noch zwei kleine, nebeneinander liegende, jeweils von einem Graben umgebene künstliche Hügel erhalten; am nordöstlichen der beiden Hügel steht noch ein stattlicher dreigeschoßiger romanischer Turm (Fallturm) auf einer Grundfläche von knapp 10 mal 10 Metern. Der Zugang zum Turm befand sich auf Höhe des 2. Stocks; der heute bestehende Zugang im Erdgeschoß wurde erst später geschaffen.

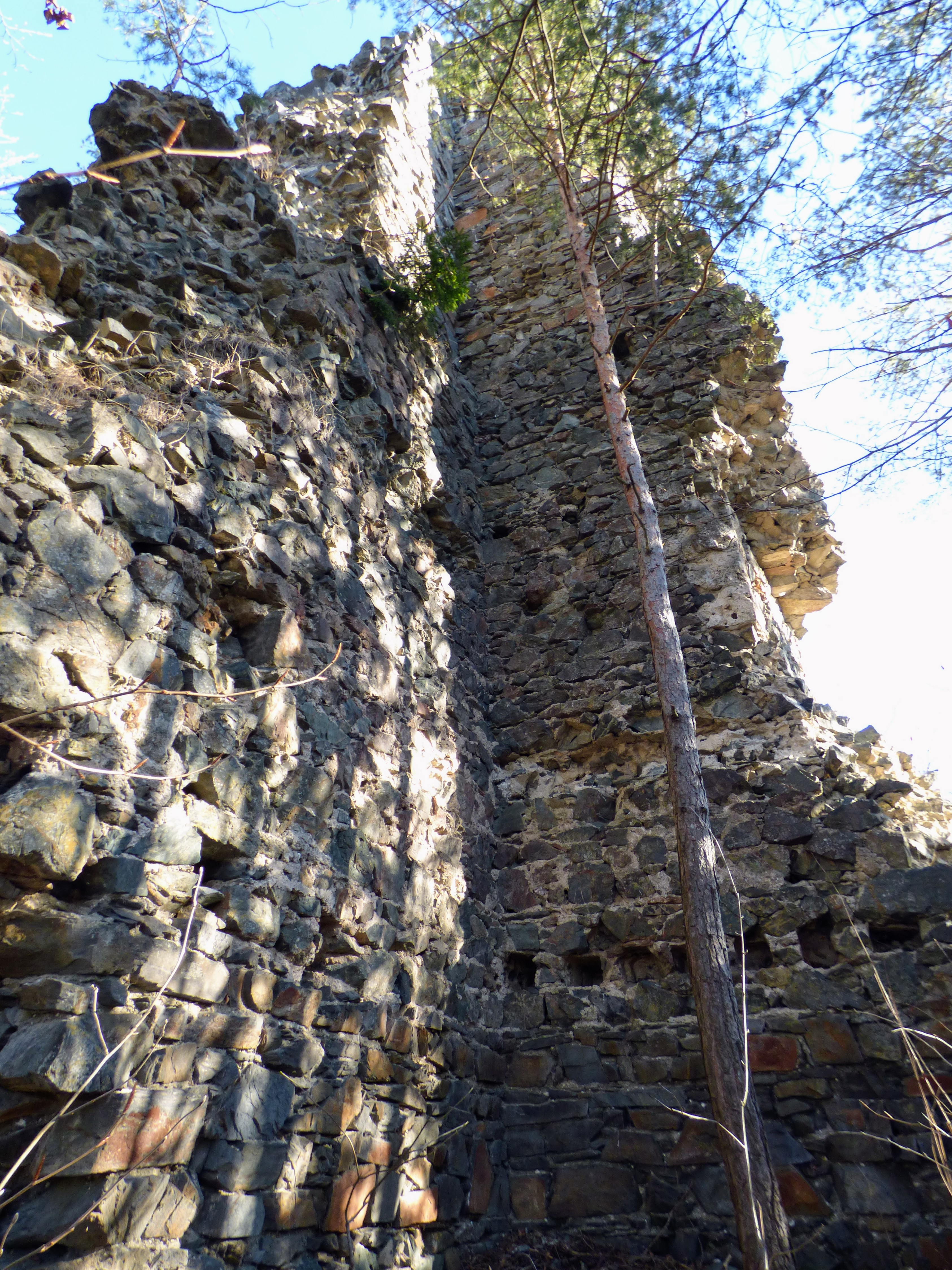
Obere Burg, Rest des Bergfrieds
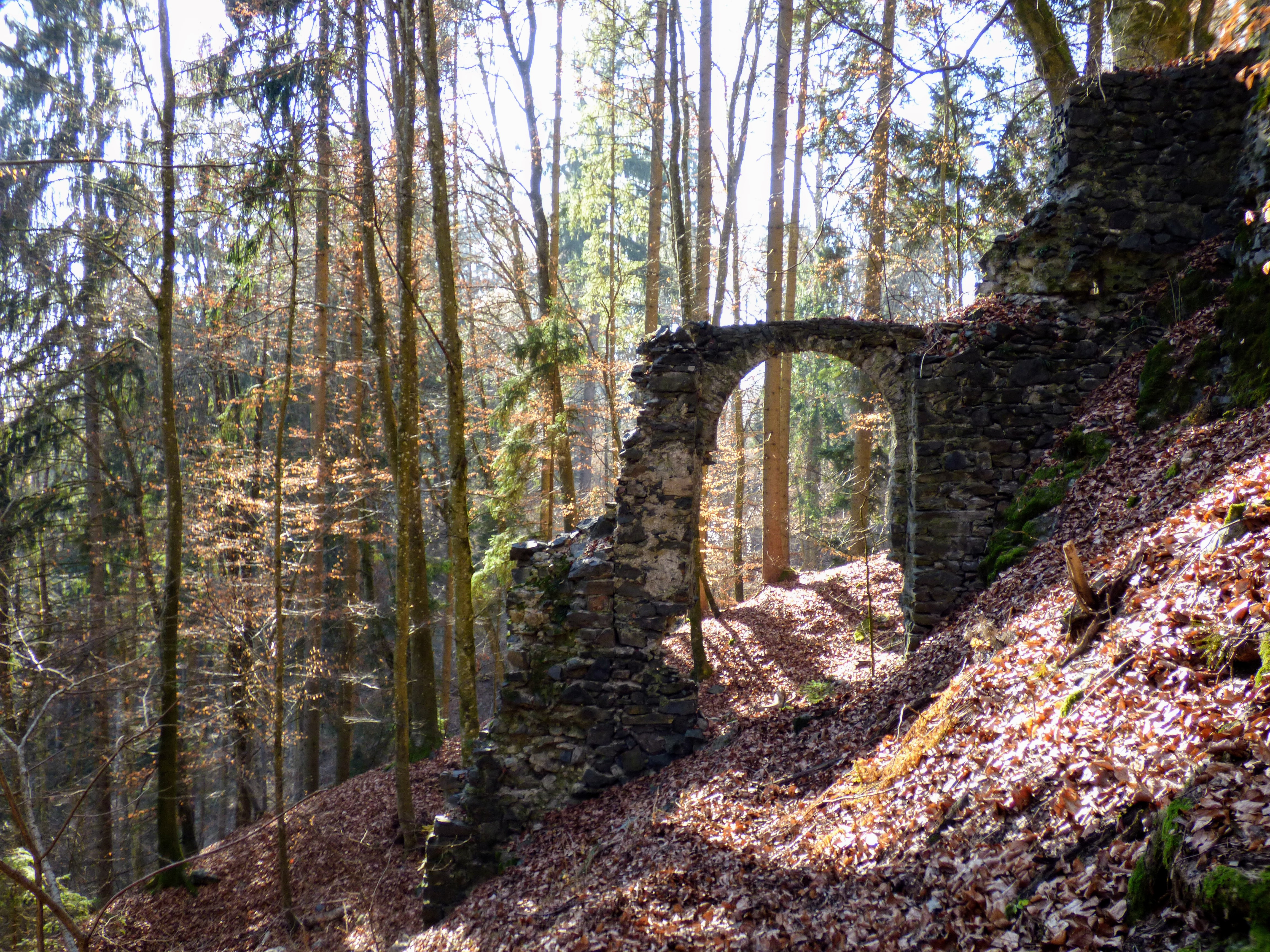
Obere Burg, Mauerreste im Süden
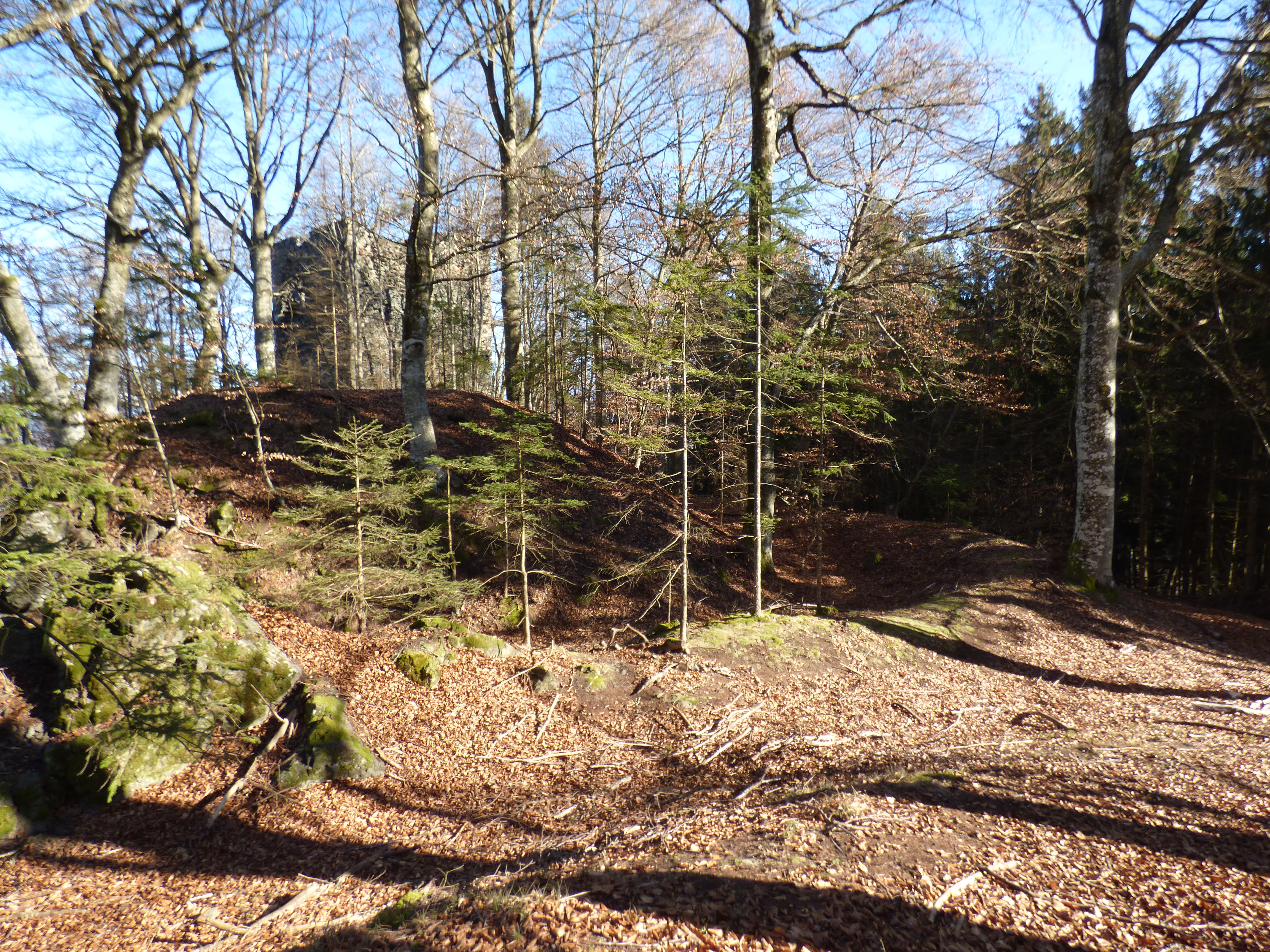
Untere Burg mit Graben
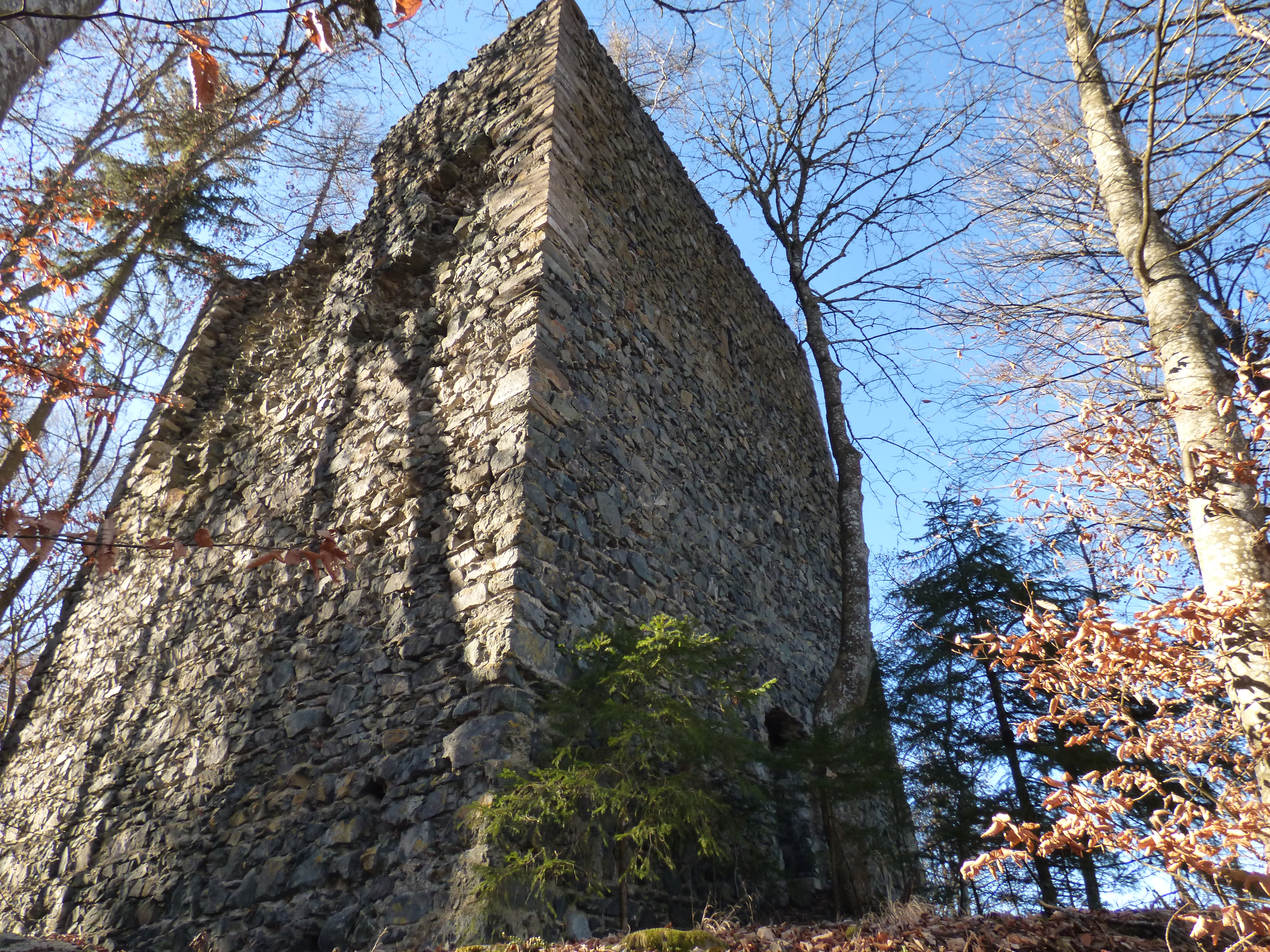
Turm der Unteren Burg